# Kirchenruine von Selånger

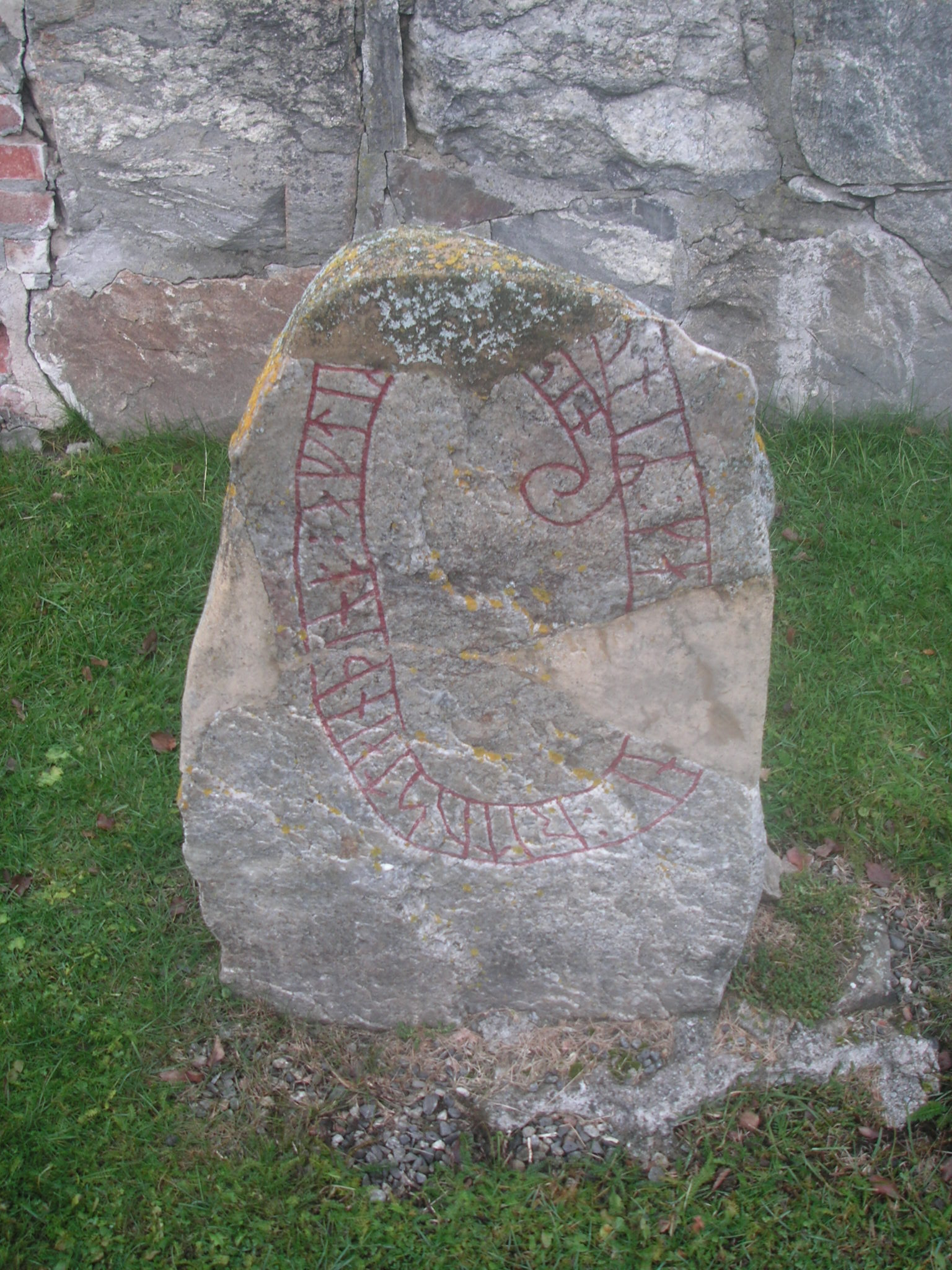
Selångersten M 10

Die Kirchenruine von Selånger (schwed. Selångers kyrkoruin) liegt westlich von Sundsvall in der schwedischen Provinz Västernorrlands län und der historischen Provinz Medelpad im Norden Schwedens.
Die dem heiligen Olaf gewidmete Kirche wurde im 13. Jahrhundert in der Nähe von Hednahovet errichtet. Das ursprünglich rechteckige Kirchenschiff mit schmalem Chor erhielt später im Westen einen Turm, der Festungscharakter hatte. Das Kirchengebäude wurde mit Ziegelbögen ausgestattet, die während der Zeit des Erzbischofs Jakob Ulfssons 1469–1515 mit Fresken versehen wurden.

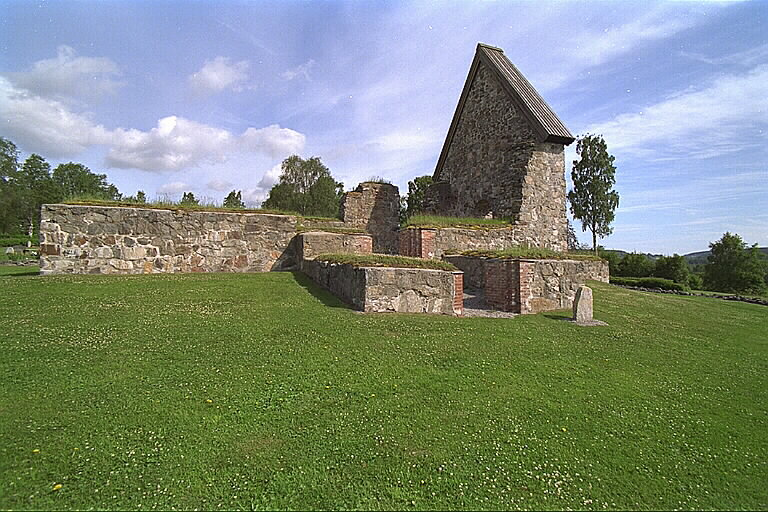
Kirchenruine von Selånger

Eine neue Kirche wurde in den 1780er Jahren gebaut und die alte wurde dem Verfall preisgegeben. Im Jahr 1841 stürzten die Wände ein. 1928–1929 wurden die Wände und der Triumphbogen teilweise rekonstruiert. Eine Zeichnung aus dem Jahr 1760 gibt eine gute Vorstellung davon, wie die Kirche einmal aussah. Sie hängt in der Sakristei von Selångers neuer Kirche.
Eine Anzahl fundreicher Grabhügel aus der älteren Eisenzeit auf dem nahen Gräberfeld von Högom belegen, dass Selånger ein bedeutendes Zentrum und Sitz eines Adelsgeschlechts, möglicherweise sogar eines mittelschwedischen Kleinkönigs war. Von dort stammen auch fünf der 18 bekannten wikingerzeitlichen Runensteine aus Medelpad. Auch der Name „Hov“ für eine Örtlichkeit deutet auf einen Mittelpunkt heidnischer Religionsausübung.

## Runenstein
Der fragmentarische Runenstein (Selångersten - M 10) steht neben der Südwand. Der mit einer einfachen Runenschleife versehene Stein wurde 1928 bei der Restaurierung der Ruine im Chor eingemauert gefunden. Er ist 85 cm hoch, an der Basis 65 cm breit und 12–18 cm dick. Seine Inschrift lautet: Une, Ka(rl? und A)ne errichteten den Stein nach ihrem Vater.